# Non devi dirlo a nessuno
Non devi dirlo a nessuno è un romanzo di Riccardo Gazzaniga pubblicato da Stile Libero (Einaudi) nel 2016.

## Trama
Luca e Giorgio sono due fratelli di tredici e dieci anni che trascorrono l'estate a Lamon, un piccolo paese di montagna.
Le settimane passano tra partite a calcio e a videogiochi, le prime cotte, l'esplorazione del corpo e della sessualità da parte del più grande. 
Una misteriosa presenza avvertita nel bosco, però, minaccia la tranquillità della villeggiatura: senza sapere con certezza se il pericolo sia reale o soltanto immaginato, Luca e Giorgio iniziano a indagare con l'aiuto degli amici. 

## Critica
- A partire dall’episodio del bosco Gazzaniga costruisce un thriller alla Stephen King, un romanzo di forte empatia. (Severino Colombo, Corriere della Sera).[1]
- I ragazzini protagonisti di Gazzaniga, come i quattro di Stand By Me del mentore Stephen King, raccontano con le loro vite molto di più, e meno, e meglio, del proprio tempo, che è il tempo collettivo, l’età che tutti abbiamo vissuto, e superato, per approdare al mondo degli adulti. (Mauro Garofalo, Nòva, Il Sole 24 Ore)[2]